# British Comedy Awards 1999
La X edizione dei British Comedy Awards si tenne nel 1999 e venne presentata da Jonathan Ross.

## Vincitori
- Miglior commedia televisiva esordiente - Dinnerladies
- Miglior attore in una commedia televisiva - Ricky Tomlinson
- Miglior attrice in una commedia televisiva - Caroline Aherne
- Miglior attore esordiente in una commedia televisiva - Sacha Baron Cohen
- Miglior attrice esordiente in una commedia televisiva - Jessica Stevenson
- Miglior personalità in una commedia televisiva - Paul Merton
- Miglior film commedia - Notting Hill
- Miglior "broken comedy" - Big Train
- Miglior gameshow - Have I Got News for You
- Miglior talkshow - So Graham Norton
- Miglior sitcom televisiva - The Royle Family
- Miglior comedy-drama - Cold Feet
- Miglior show internazionale - The Larry Sanders Show
- Miglior programma di intrattenimento - Comic Relief
- Miglior commedia radiofonica - The Sunday Format
- Miglior esibizione live - Bill Bailey
- Premio WGGB per il miglior commediografo - Richard Curtis
- Premio alla carriera - Barry Humphries, The Two Ronnies